# Orthetrum icteromelas
Orthetrum icteromelas är en trollsländeart. Orthetrum icteromelas ingår i släktet Orthetrum och familjen segeltrollsländor. IUCN kategoriserar arten globalt som livskraftig.

## Underarter
Arten delas in i följande underarter:
- O. i. cinctifrons
- O. i. icteromelas

## Bildgalleri

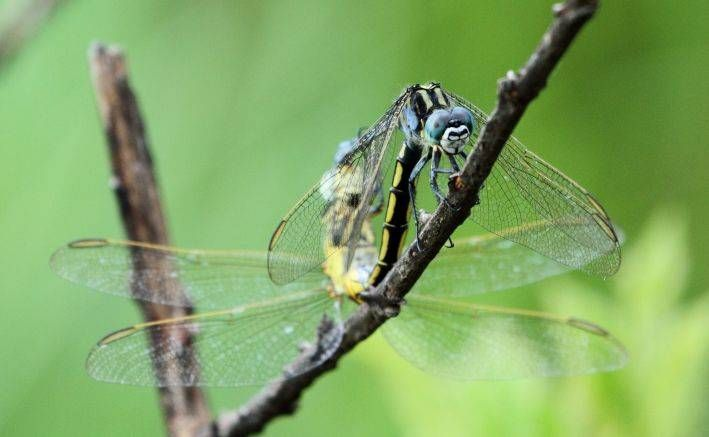